# Cúp bóng đá Pháp
Coupe de France (phát âm tiếng Pháp: [kup də fʁɑ̃s]), còn được gọi trong tiếng Việt là Cúp bóng đá Pháp hoặc ít phổ biến hơn như France Cup, là giải đấu cúp loại trực tiếp hàng đầu của bóng đá Pháp được tổ chức bởi Liên đoàn bóng đá Pháp (FFF). Giải đấu được tổ chức lần đầu tiên vào năm 1917 và dành cho tất cả các câu lạc bộ bóng đá nghiệp dư và chuyên nghiệp ở Pháp, bao gồm các câu lạc bộ có trụ sở tại các tỉnh và vùng lãnh thổ ở nước ngoài. Từ năm 1917 đến năm 1919, giải được gọi là Coupe Charles Simon để tưởng nhớ Charles Simon, một vận động viên người Pháp và là người sáng lập Ủy ban Liên bang Pháp (tiền thân của Liên đoàn bóng đá Pháp); đã mất năm 1915 khi đang phục vụ trong Chiến tranh thế giới thứ nhất.
Trận chung kết được tổ chức tại Stade de France và đội thắng sẽ giành quyền vào vòng đấu hạng UEFA Europa League và một suất tham dự trận đấu Trophée des Champions. Một giải đấu nữ đồng thời cũng được tổ chức, Coupe de France Féminine.
Kết hợp với các trận hòa ngẫu nhiên và các trận đấu một lượt (không đá lại), Coupe de France có thể khó giành chiến thắng cho các câu lạc bộ lớn hơn. Giải đấu thường có lợi cho các câu lạc bộ nghiệp dư vì nó buộc các câu lạc bộ có thứ hạng cao hơn, thường là các câu lạc bộ chuyên nghiệp, phải chơi với tư cách là đội khách khi được bốc thăm gặp các đối thủ ở giải đấu thấp hơn nếu họ thi đấu kém hơn một cấp độ so với họ. Bất chấp lợi thế này, chỉ có ba câu lạc bộ nghiệp dư lọt vào trận chung kết kể từ khi tính chuyên nghiệp được giới thiệu ở bóng đá Pháp năm 1932: Calais RUFC năm 2000, US Quevilly năm 2012 và Les Herbiers VF năm 2018. Hai câu lạc bộ bên ngoài Ligue 1 đã vô địch giải đấu, Le Havre năn 1959 và Guingamp năm 2009.

## Lịch sử

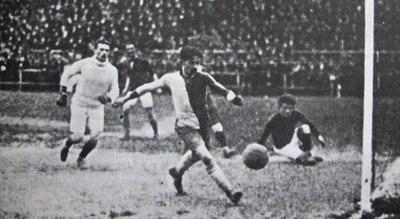
Trận chung kết năm 1920 giữa CA Paris và Le Havre

Cúp bóng đá Pháp được thành lập vào ngày 15 tháng 1 năm 1917 bởi Ủy ban liên bang Pháp (CFI), tiền thân ban đầu của Liên đoàn bóng đá Pháp. Ý tưởng này được tổng thư ký liên đoàn thúc đẩy Henri Delaunay và dưới union sacrée, giải đấu được tuyên bố dành cho tất cả các câu lạc bộ, nghiệp dư và chuyên nghiệp, mặc dù chuyên nghiệp ở bóng đá Pháp vào thời điểm đó là không- tồn tại. Các câu lạc bộ lớn ở Pháp phản đối quan điểm cho rằng tất cả các câu lạc bộ đều được phép tham gia. Tuy nhiên, liên đoàn đã bác bỏ những lời phàn nàn của họ và tuyên bố cuộc thi sẽ vẫn như cũ. Do yêu cầu tối thiểu để tham gia nên cuộc thi đầu tiên có 48 câu lạc bộ. Đến năm 1948, con số này đã tăng lên 1.000 và hiện tại, giải đấu có hơn 7.000 câu lạc bộ. Do sự gia tăng ban đầu về số lượng câu lạc bộ, liên đoàn đã tạo ra các vòng sơ loại bắt đầu từ mùa giải 1919–20. Mùa giải tiếp theo, họ thêm vòng sơ loại thứ hai. Tính đến hôm nay, cuộc thi bao gồm tám vòng khu vực với một số khu vực có tới mười vòng.
Đội vô địch Coupe de France đầu tiên là Olympique de Pantin, đội đã đánh bại FC Lyon 3–0 tại Stade de la Légion Saint-Michel ở Paris trước 2.000 khán giả. Năm sau, cuộc thi được chuyển sang Parc des Princes và thu hút 10.000 người ủng hộ đến trận chung kết chứng kiến CASG Paris đánh bại Olympique de Paris 3–2. Giải đấu diễn ra xen kẽ giữa nhiều sân vận động trong những năm đầu thi đấu tại Stade Pershing từ 1920 đến 1924 trước khi chuyển sang Stade Olympique Yves-du-Manoir ở Colombes. Cuộc thi kéo dài một thập kỷ ở đó trước khi quay trở lại Parc des Princes vào năm 1938. Năm 1941, trận chung kết được tổ chức tại Stade de Paris. Năm sau, trận chung kết quay trở lại Colombes và ở đó cho đến khi chuyển đến Parc des Princes vĩnh viễn sau khi được cải tạo, khiến đây trở thành sân có số lượng người tham dự lớn nhất ở Pháp.
Ở Pháp có nhiều câu lạc bộ nghiệp dư hơn câu lạc bộ chuyên nghiệp và cuộc thi thường xuyên tạo ra những điều bất ngờ. Thành tích tốt nhất của một câu lạc bộ nghiệp dư trong cuộc thi thường được trao giải Petit Poucet Plaque. Một trong những thất bại lớn nhất của giải đấu xảy ra vào tháng 2 năm 1957 khi câu lạc bộ Algeria SCU El Biar đánh bại Stade de Reims đội có những cầu thủ như Robert Jonquet, Michel Hidalgo , Léon Glovacki và Just Fontaine. Một trong những thành công gần đây của một câu lạc bộ nghiệp dư xảy ra trong cuộc thi 1999–2000 khi câu lạc bộ Championnat de France nghiệp dư Calais RUFC đạt đến trận chung kết. Calais, bao gồm các bác sĩ, công nhân bến tàu và nhân viên văn phòng, bắt đầu cuộc thi ở vòng thứ 5 và sau khi đánh bại những người nghiệp dư đồng nghiệp, đánh bại các câu lạc bộ Lille, Langon-Castets, Cannes , Strasbourg và Bordeaux để tiến vào trận chung kết. Con đường đến trận chung kết của Calais là một ví dụ điển hình về những lợi thế lớn mà các câu lạc bộ nghiệp dư có được khi câu lạc bộ được chơi tất cả các trận đấu trên sân nhà bắt đầu từ trận đấu Vòng 64. Trong trận chung kết, câu lạc bộ thua Nantes 2–1 dù ghi bàn trước.
Các câu lạc bộ chuyên nghiệp tiếp tục bày tỏ sự không hài lòng với những lợi thế mà các câu lạc bộ nghiệp dư nhận được khi thi đấu với nhiều lời phàn nàn của họ liên quan trực tiếp đến việc họ tổ chức các trận đấu. Các quy định của Coupe de France nêu rõ rằng các đội được bốc thăm đầu tiên trong lễ bốc thăm sẽ được cấp nhiệm vụ đăng cai vòng đấu, tuy nhiên, nếu câu lạc bộ được xếp thứ hai đang thi đấu dưới câu lạc bộ được bốc thăm đầu tiên hai cấp độ thì nhiệm vụ đăng cai sẽ được trao cho câu lạc bộ được bốc thăm thứ hai . Nhiều câu lạc bộ sau đó đã phàn nàn rằng, do các câu lạc bộ nghiệp dư không có đủ kinh phí nên sân vận động họ thi đấu cực kỳ nhếch nhác. Sự khác biệt dẫn đến việc các câu lạc bộ được đại diện bởi Ligue de Football Professionnel thành lập giải đấu cúp của riêng họ, Coupe de la Ligue. Gần đây hơn, các câu lạc bộ nghiệp dư đã bắt đầu chuyển đến các sân vận động lâu đời hơn để tổ chức các trận đấu Coupe de France của họ với lý do chính là kiếm được nhiều tiền hơn tại cổng do các sân vận động lâu đời hơn có khả năng chở nhiều khán giả hơn.
Đội vô địch Coupe de France thường giữ chiếc cúp này trong một năm để trưng bày tại trụ sở chính trước khi trả lại cho Liên đoàn bóng đá Pháp. Đầu những năm 1980, chiếc cúp đã bị đánh cắp nhưng đã được cơ quan chức năng nhanh chóng thu hồi. Kể từ năm 1927, Tổng thống Pháp đã luôn tham dự trận chung kết cúp quốc gia và trao cúp cho đội trưởng. Gaston Doumergue là tổng thống Pháp đầu tiên tham dự trận chung kết.

## Hình thức thi đấu
Tương tự như các giải đấu cúp của các quốc gia khác, Coupe de France là một giải đấu loại trực tiếp với các cặp đấu được rút ngẫu nhiên cho mỗi vòng đấu. Mỗi trận đấu được thi đấu qua một lượt. Nếu trận đấu kết thúc với tỷ số hòa, các quả phạt đền sẽ được giữ nguyên. Trước năm 1967, giải đấu không có hiệp phụ cũng như đá luân lưu mà thay vào đó cho phép đá lại, tương tự như FA Tách. Phong cách này đã bị loại bỏ sau ba trận hòa liên tiếp giữa Olympique Lyonnais và câu lạc bộ nghiệp dư Angoulême CFC, dẫn đến việc liên đoàn lật đồng xu quyết định câu lạc bộ nào tiến lên. Đối với mùa giải 1968–69, hiệp phụ được áp dụng và hai năm sau, loạt sút luân lưu được thực hiện. Sau mùa giải 1974–75, các trận đấu lại bị loại bỏ.
Cuộc thi có tổng cộng 14 vòng. Tuy nhiên, các vòng trong cuộc thi được xác định thông qua từng vùng ở Pháp với một trong những lý do chính là để giảm chi phí đi lại. Tùy thuộc vào khu vực, số vòng đấu có thể thay đổi từ bốn đến tám và mỗi khu vực cử một số câu lạc bộ nhất định vào vòng thứ 7. Các khu vực tiến hành thi đấu vòng tròn cho đến vòng thứ 7 khi các câu lạc bộ chuyên nghiệp bước vào tranh tài. Sau đó, tất cả các câu lạc bộ sẽ được chia ra và bốc thăm với nhau một cách ngẫu nhiên, bất kể liên kết khu vực nào mặc dù các nhóm địa lý được thực hiện trước khi bốc thăm. Trong các tỉnh và vùng lãnh thổ ở nước ngoài, các vùng lãnh thổ như Guadeloupe, Martinique, Guiana thuộc Pháp và Réunion thiết lập giải đấu loại trực tiếp của riêng họ, tương tự như các vùng ở Pháp, mặc dù chỉ có một câu lạc bộ từ mỗi vùng được phép tham gia. Con số này sau đó đã tăng lên hai đối với một số khu vực ở nước ngoài. Các lãnh thổ như Mayotte, Polynesia thuộc Pháp và New Caledonia cho phép đội chiến thắng trong các giải đấu cúp của họ vào vòng 7, chẳng hạn như khi AS Mont-Dore vô địch giải đấu năm 2009 của New Caledonia Cup để giành suất tham dự Cúp bóng đá Pháp 2009–10.
Ngoài việc được trao cúp, đội chiến thắng còn đủ điều kiện tham dự UEFA Europa League. Nếu đội chiến thắng đã đủ điều kiện tham dự UEFA Champions League thông qua giải đấu, suất tham dự UEFA Europa League sẽ thuộc về đội có vị trí cao nhất tiếp theo trong bảng xếp hạng. Các đội ở nước ngoài cũng đủ điều kiện tham dự vòng loại của UEFA.

### Định dạng choCúp bóng đá Pháp 2021–22
- Trong hai vòng đầu tiên các đội từ các giải cấp huyện và khu vực tham gia.
- Các đội National 3 bước vào vòng vòng 3.
- Các đội National 2 bước vào vòng vòng 4.
- Các đội National bước vào vòng vòng thứ năm.
- Các đội Ligue 2 bước vào vòng vòng bảy'.
- Các đội Ligue 1 bước vào vòng vòng 64 đội.

## Số áo
Trong các trận đấu ở Coupe de France, các cầu thủ bị hạn chế mặc áo số 1–20 bất kể số áo của cầu thủ đó là bao nhiêu.Bản mẫu:Citation Need Những người bắt đầu được mang số áo 1–11.

## Các đội nước ngoài
Cúp dành cho các đội nước ngoài bắt đầu từ mùa giải 1961–62. Trong mùa giải 1974–75, Golden Star là đội nước ngoài đầu tiên đánh bại một đội đại lục. Câu lạc bộ Martinique đánh bại US Melun 2–1 trong trận đá lại sau 1–1 ở trận đầu tiên. Golden Star khi đó là đội nước ngoài đầu tiên lọt vào vòng 64. Trong mùa giải 1988–89, Le Geldar de Kourou là đội nước ngoài đầu tiên đội lọt vào vòng 32. Trong Mùa giải 2019–20, JS Saint-Pierroise là đội nước ngoài thứ hai lọt vào vòng 32. Trong mùa giải tiếp theo, Club Franciscain là đội nước ngoài thứ ba lọt vào vòng 32 đội.

## Tài trợ
Cúp bóng đá Pháp từ trước đến nay không có nhà tài trợ chính cho giải đấu, nhưng cho phép các nhà tài trợ của Liên đoàn bóng đá Pháp giới thiệu bản thân trên trang phục thi đấu của câu lạc bộ với chi phí của các nhà tài trợ câu lạc bộ. Trong số đó bao gồm SFR, Caisse d'Epargne, Crédit Agricole, Sita-Suez và [[Carrefour] ].

## Kỷ lục

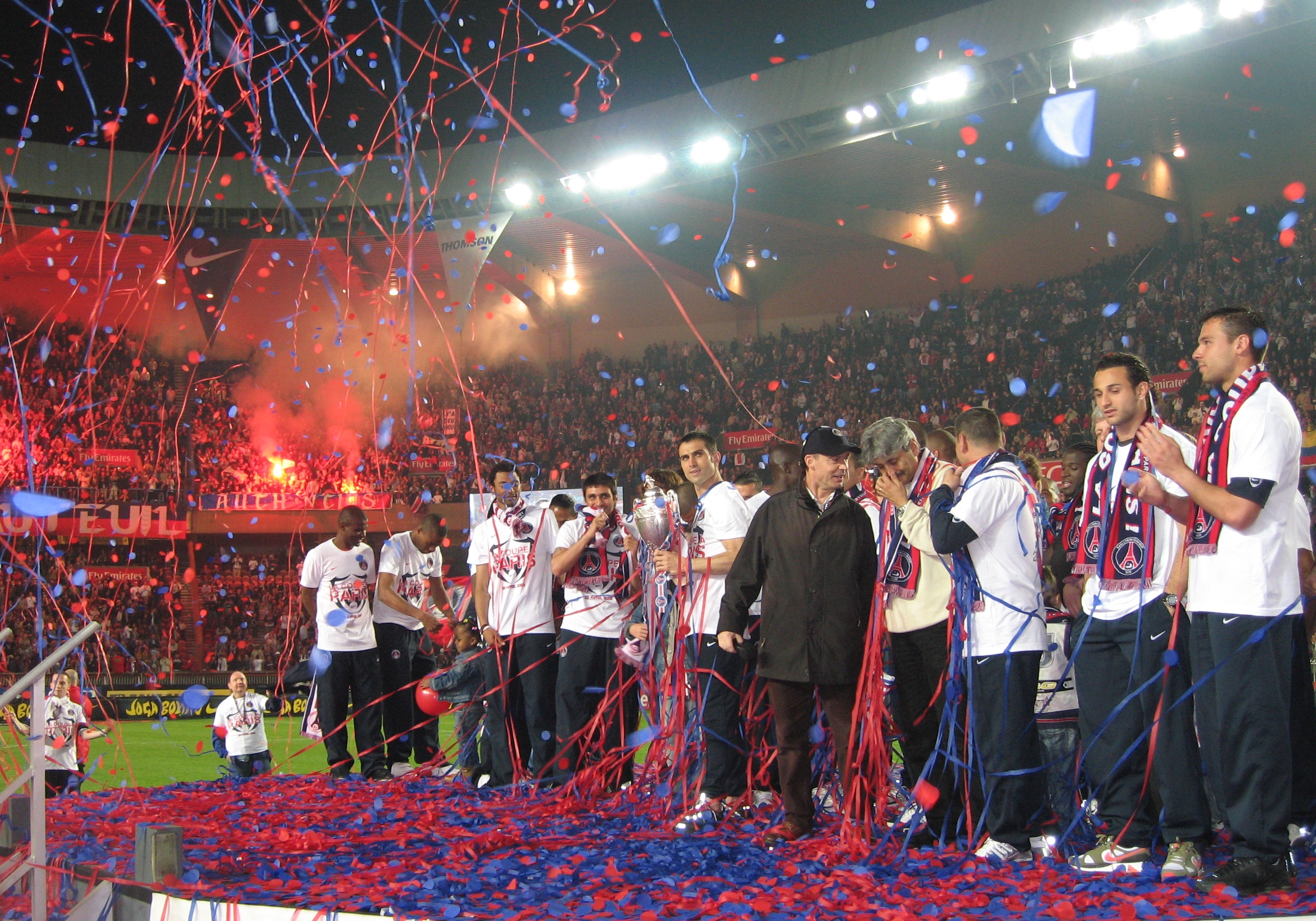
Paris Saint-Germain ăn mừng chức vô địch năm 2006

Tính đến năm 2021, Paris Saint-Germain có kỷ lục 14 danh hiệu Coupe de France. PSG và Marseille đã góp mặt trong nhiều trận chung kết nhất, mỗi đội có 19 trận. Câu lạc bộ Paris đã giành được cúp 'double' (tức là Coupe de France và Coupe de la Ligue trong cùng một mùa giải) vào các năm 1995, 1998, 2015, 2016, 2017 , 2018 và 2020. Marseille là một trong bốn câu lạc bộ đã phải chịu hai trận thua liên tiếp trong trận chung kết, khi câu lạc bộ có trụ sở tại Bouches-du-Rhône thua Paris Saint-Germain trong 2006 ] và sau đó đến Sochaux mùa giải tiếp theo.
Do sự thống trị sớm của các câu lạc bộ Paris trong thời gian đầu của giải đấu và cùng với sự ổn định của PSG, khu vực Île-de-France có nhiều nhà vô địch Coupe de France nhất, có sản xuất 25. Tiếp theo khu vực là Provence-Alpes-Côte d'Azur, với Marseille là câu lạc bộ thành công nhất trong khu vực.
Các nhà quản lý Guy Roux và André Cheuva chia sẻ vinh dự được quản lý bốn câu lạc bộ vô địch Coupe de France. Những cầu thủ thành công nhất là Marquinhos và Marco Verratti, cả hai đều giành được sáu danh hiệu. Éric Pécout của Nantes và Jean-Pierre Papin là những cầu thủ ghi nhiều bàn thắng nhất trong trận chung kết cuộc thi, mỗi người đã lập được một hat-trick trong lần xuất hiện duy nhất của họ trong trận đấu cuối cùng. Năm 1947, Roger Vandooren ghi bàn thắng nhanh nhất trong lịch sử trận chung kết sau 29 giây cho câu lạc bộ của ông Lille trong chiến thắng 2–0 trước Strasbourg.

## Phóng sự truyền thông

### Pháp
Coupe de France hiện có thỏa thuận phát sóng với France Télévisions, đài truyền hình công cộng quốc gia Pháp và Eurosport kể từ năm 1996–97 cho đến năm 2021– mùa 22. Trận chung kết Coupe de France được đồng phát sóng trên France 2 từ năm 1975 đến năm 2026 (không bao gồm năm 1984 đến năm 2006).

#### Miễn phí
| Kênh truyền hình   | Giai đoạn |
| ------------------ | --------- |
| ORTF               | 1955–1975 |
| France Télévisions | 1975–1984 |
| TF1                | 1984–2006 |

#### Trả tiền
| Kênh truyền hình | Giai đoạn |
| ---------------- | --------- |
| Kênh+            | 1984–2000 |
| Thể thao châu Âu | 1996–2022 |
| beIN Sports      | 2022–2026 |

## Đội vô địch

### Các câu lạc bộ vô địch
| Câu lạc bộ           | Vô địch | Á quân | Số năm thắng                                                                                   | Á quân năm                                           |
| -------------------- | ------- | ------ | ---------------------------------------------------------------------------------------------- | ---------------------------------------------------- |
| Paris Saint-Germain  | 16      | 5      | 1982, 1983, 1993, 1995, 1998, 2004, 2006, 2010, 2015, 2016, 2017, 2018, 2020, 2021, 2024, 2025 | 1985, 2003, 2008, 2011, 2019                         |
| Marseille            | 10      | 9      | 1924, 1926, 1927, 1935, 1938, 1943, 1969, 1972, 1976, 1989                                     | 1934, 1940, 1954, 1986, 1987, 1991, 2006, 2007, 2016 |
| Saint-Étienne        | 6       | 4      | 1962, 1968, 1970, 1974, 1975, 1977                                                             | 1960, 1981, 1982, 2020                               |
| Lille                | 6       | 3      | 1946, 1947, 1948, 1953, 1955, 2011                                                             | 1939, 1945, 1949                                     |
| Monaco               | 5       | 5      | 1960, 1963, 1980, 1985, 1991                                                                   | 1974, 1984, 1989, 2010, 2021                         |
| RC Paris             | 5       | 3      | 1936, 1939, 1940, 1945, 1949                                                                   | 1930, 1950, 1990                                     |
| Lyon                 | 5       | 4      | 1964, 1967, 1973, 2008, 2012                                                                   | 1963, 1971, 1976, 2024                               |
| Red Star             | 5       | 1      | 1921, 1922, 1923, 1928, 1942                                                                   | 1946                                                 |
| Bordeaux             | 4       | 6      | 1941, 1986, 1987, 2013                                                                         | 1943, 1952, 1955, 1964, 1968, 1969                   |
| Nantes               | 4       | 6      | 1979, 1999, 2000, 2022                                                                         | 1966, 1970, 1973, 1983, 1993, 2023                   |
| Auxerre              | 4       | 2      | 1994, 1996, 2003, 2005                                                                         | 1979, 2015                                           |
| Rennes               | 3       | 4      | 1965, 1971, 2019                                                                               | 1922, 1935, 2009, 2014                               |
| Strasbourg           | 3       | 3      | 1951, 1966, 2001                                                                               | 1937, 1947, 1995                                     |
| Nice                 | 3       | 2      | 1952, 1954, 1997                                                                               | 1978, 2022                                           |
| Sète                 | 2       | 4      | 1930, 1934                                                                                     | 1923, 1924, 1929, 1942                               |
| Sedan                | 2       | 3      | 1956, 1961                                                                                     | 1965, 1999, 2005                                     |
| Sochaux              | 2       | 3      | 1937, 2007                                                                                     | 1959, 1967, 1988                                     |
| Montpellier          | 2       | 2      | 1929, 1990                                                                                     | 1931, 1994                                           |
| Reims                | 2       | 2      | 1950, 1958                                                                                     | 1977, 2025                                           |
| Metz                 | 2       | 1      | 1984, 1988                                                                                     | 1938                                                 |
| Guingamp             | 2       | 1      | 2009, 2014                                                                                     | 1997                                                 |
| CASG Paris           | 2       | –      | 1919, 1925                                                                                     |                                                      |
| Olympique de Paris   | 1       | 2      | 1918                                                                                           | 1919, 1921                                           |
| Bastia               | 1       | 2      | 1981                                                                                           | 1972, 2002                                           |
| CA Paris             | 1       | 1      | 1920                                                                                           | 1928                                                 |
| Le Havre             | 1       | 1      | 1959                                                                                           | 1920                                                 |
| Club Français        | 1       | –      | 1931                                                                                           |                                                      |
| Cannes               | 1       | –      | 1932                                                                                           |                                                      |
| Roubaix              | 1       | –      | 1933                                                                                           |                                                      |
| Nancy-Lorraine       | 1       | –      | 1944                                                                                           |                                                      |
| Toulouse (1937)      | 1       | –      | 1957                                                                                           |                                                      |
| Nancy                | 1       | –      | 1978                                                                                           |                                                      |
| Lorient              | 1       | –      | 2002                                                                                           |                                                      |
| Toulouse             | 1       | –      | 2023                                                                                           |                                                      |
| Lens                 | –       | 3      |                                                                                                | 1948, 1975, 1998                                     |
| Nîmes                | –       | 3      |                                                                                                | 1958, 1961, 1996                                     |
| US Quevilly          | –       | 2      |                                                                                                | 1927, 2012                                           |
| RC Roubaix           | –       | 2      |                                                                                                | 1932, 1933                                           |
| FC Nancy             | –       | 2      |                                                                                                | 1953, 1962                                           |
| Angers               | –       | 2      |                                                                                                | 1957, 2017                                           |
| FC Lyon              | –       | 1      |                                                                                                | 1918                                                 |
| FC Rouen             | –       | 1      |                                                                                                | 1925                                                 |
| AS Valentigney       | –       | 1      |                                                                                                | 1926                                                 |
| FCO Charleville      | –       | 1      |                                                                                                | 1936                                                 |
| SC Fives             | –       | 1      |                                                                                                | 1941                                                 |
| ÉF Reims-Champagne   | –       | 1      |                                                                                                | 1944                                                 |
| Valenciennes         | –       | 1      |                                                                                                | 1951                                                 |
| AS Troyes-Savinienne | –       | 1      |                                                                                                | 1956                                                 |
| Orléans              | –       | 1      |                                                                                                | 1980                                                 |
| Calais RUFC          | –       | 1      |                                                                                                | 2000                                                 |
| Amiens               | –       | 1      |                                                                                                | 2001                                                 |
| LB Châteauroux       | –       | 1      |                                                                                                | 2004                                                 |
| Evian                | –       | 1      |                                                                                                | 2013                                                 |
| Les Herbiers         | –       | 1      |                                                                                                | 2018                                                 |